# Septentrinna paradoxa
Septentrinna paradoxa is een spinnensoort uit de familie van de loopspinnen (Corinnidae).
De wetenschappelijke naam van de soort werd in 1899 als Corinna paradoxa gepubliceerd door Frederick Octavius Pickard-Cambridge.